# Niptus absconditus
Niptus absconditus là một loài bọ cánh cứng trong họ Ptinidae. Loài này được Spilman miêu tả khoa học năm 1968.